# Ectocarpus corticulatus
Espèce
Ectocarpus corticulatus est une espèce d'algues brunes de la famille des Ectocarpaceae.